# Kompastor
Kompastor är titeln på en hjälppräst som biträdde den ordinarie församlingsprästen.

## Etymologi
Namnet kommer från kommer från det latinska ordet "con" som betyder med eller jämte och pastor som betyder herde.

## Sverige
I Sverige inrättades ett särskilt kompastorsämbete vid Karlskrona amiralitetsförsamling i Karlskrona, den 27 maj 1819. Den 24 februari 1826 hade kompastorn samma arbetsförhållande till amiraltetspastorn som en kyrkoherde hade till sin kontraktsprost.